# Starmax HD (España)
Starmax HD fue una plataforma de pago de televisión por satélite que operaba en España a través del satélite Hispasat, bajo la modalidad de prepago y sin necesidad de contratos, y ofrecía canales temáticos tanto en formato SD como en HD. La plataforma inició sus emisiones el 29 de marzo de 2011 y las cesó el 5 de julio del mismo año.
Starmax HD incorporaba avanzada tecnología de recepción de imágenes vía satélite a través del Hispasat 1E y un avanzado decodificador que garantizaba a los usuarios de Starmax HD la mejor calidad en sus televisores. La tecnología empleada en Starmax HD permitía a los usuarios disfrutar de la pausa, el rebobinado de programas y la grabación de los mismos.

## Historia y Desarrollo
A principios de 2011 se anuncia reiteradamente en medios de comunicación especializados la intención de tener presencia en la televisión de pago por parte de Starmax HD, una empresa subsidiaria de Starmax (operador británico de telecomunicaciones). Esta compañía logró alcanzar un acuerdo de exclusividad con Anvimur (instalador de antenas), Ferguson (fabricante de descodificadores) y Globecast (empresa encargada del transporte de la señal).
El 29 de marzo de 2011 comienza sus emisiones en pruebas con un paquete único compuesto por doce canales de televisión (9 disponibles en esa fecha) y la posibilidad de acceder a los canales gratuitos de TDT y satélite mediante un descodificador avanzado de último generación capaz de grabar en formato USB y descodificar señales en alta definición. 
Otra de las ventajas que trajo consigo Starmax ha sido la suscripción de tipo "prepago", algo completamente inédito en España, que permite pagar por adelantado los meses que se deseen contratar sin necesidad de facilitar cualquier dato personal o bancario del titular del servicio. Las suscripciones se comercializan de dos meses, y de un año a precios realmente asequibles haciendo posible su contratación desde tan sólo diez euros mensuales (dependiendo de la duración de la suscripción).
El 14 de abril de 2011 se inicia la emisión de Discovery World HD, que se suma a los ya existentes: Cinematk, KidsCO, MGM HD, Eurosport HD, Eurosport 2, XTRM, BBC Entertainment, Somos y Natura. A pesar de las dificultades iniciales tales como falta de audio en versión original, subtítulos, EPG (guía de programas obligatoria por ley) apenas una semana más tarde se incorporaron los dos canales restantes: Filmbox y Filmbox España, inéditos en nuestro país y que emitían cine europeo y español
El 5 de julio de 2011 el operador informaba en nota oficial que cesaba sus emisiones provisionalmente para hacer mejoras técnicas de cara al futuro. Según informó el operador, en octubre la operadora volvería a salir a la luz, eso si, con mejoras tanto técnicas como en servicios y canales.
Finalmente el 26 de diciembre de 2011 saltaba la noticia: Starmax HD abandonaba finalmente el mercado español, por lo que la plataforma oficialmente cesaba su actividad.

## Canales Disponibles en Starmax HD
Los canales disponibles en la oferta de Starmax HD eran los siguientes:
- BBC Entertainment: Lo mejor de la BBC en inglés con subtítulos.
- MGM HD: El cine de siempre, de la mano de la productora Metro-Goldwing-Mayer en formato HD.
- Natura: El canal de documentales enfocada a la naturaleza.
- Eurosport HD: El mejor deportes en directo (JJ.OO, Fútbol, Esquí, etc.) y en formato HD.
- KidsCo: La mejor programación para los más pequeños de la casa.
- FilmBox: Los últimos estrenos directamente en tu casa. Películas para todos los gustos.
- Discovery World HD: Un canal que trata todos los temas, desde historia a arqueología, documentales de viajes a series de crimen, etc., y todo ello en formato HD.
- Somos: El mejor cine español de todos los tiempos.
- XTRM: El canal de cine donde vives la emoción: Acción, Ficción, Drama, Aventuras, etc.
- Eurosport 2: El mejor deporte en directo (Futbol, Balonmano, Champions, etc.).
- Cinematk El canal del cine independiente de autor, moderno, actual, vanguardista y en VOS.
- FilmBox España: El mejor cine español reciente.